# Одиамбо, Питер
Питер Опийо Одиамбо (англ. Peter Opiyo Odhiambo; род. 20 октября 1966, Найроби) — кенийский боксёр, представитель полутяжёлой весовой категории. Выступал за национальную сборную Кении по боксу в 1990-х годах, чемпион Всеафриканских игр, бронзовый призёр Игр Содружества, участник летних Олимпийских игр в Атланте. В 2000—2002 годах боксировал также на профессиональном уровне.

## Биография
Питер Одиамбо родился 20 октября 1966 года в Найроби, Кения.

### Любительская карьера
Первого серьёзного успеха на взрослом международном уровне добился в сезоне 1994 года, когда вошёл в основной состав кенийской национальной сборной и побывал на Играх Содружества в Виктории, откуда привёз награду бронзового достоинства, выигранную в зачёте полутяжёлой весовой категории — на стадии полуфиналов был остановлен канадцем Дейлом Брауном.
В 1995 году одержал победу на Всеафриканских играх в Хараре.
Благодаря череде удачных выступлений удостоился права защищать честь страны на летних Олимпийских играх 1996 года в Атланте. Уже в стартовом поединке категории до 81 кг со счётом 6:15 потерпел поражение от камерунца Поля Мбонго и сразу же выбыл из борьбы за медали.
После атлантской Олимпиады Одиамбо остался в составе боксёрской команды Кении на ещё один олимпийский цикл и продолжил принимать участие в крупнейших международных турнирах. Так, в 1999 году в полутяжёлом весе он выступил на Всеафриканских играх в Йоханнесбурге, где в четвертьфинале проиграл алжирцу Мохамеду Бахари.

### Профессиональная карьера
Покинув расположение кенийской сборной, в 2000—2002 годах Питер Одиамбо выступал на профессиональном уровне, преимущественно на территории Дании. Среди его соперников был известный датский боксёр Лоленга Мок (21-4), бой с которым закончился ничьей.